# Городище (Угранский район)
 Городи́ще — деревня в Смоленской области России, в Угранском районе. Расположена в восточной части области в 5 км к северу от Угры, в 2 км к востоку от станции Дебрянский на железнодорожной ветке Вязьма — Фаянсовая, на правом берегу реки Дебря.
Население — 22 жителя (2007 год). Входит в состав Михалёвского сельского поселения.

## Достопримечательности
- Памятники археологии: городище непосредственно на территории деревни раннего железного века, селище XI-XIV веков, 10 шаровидных курганов высотой до 2,5 м в 500 м юго-восточнее деревни.